# Войковський район
Войковський район — район в  Північному адміністративному окрузі міста Москви (Росія). Району відповідає внутрішньоміське муніципальне утворення «Войковське».
Територія району — 660 га, населення — понад 58 тис. чол.
Це і житловий район Москви, і науково-промисловий: тут зосереджені 29 великих і малих промислових підприємств і 8 науково-дослідних інститутів.
Серед них — завод «Авангард», АТ «Радікон», Московський завод шліфувальних інструментів, НДІ епідеміології та мікробіології ім. Габричевського та ін. В районі знаходиться і Академія управління МВС Росії.
Розвинена інфраструктура району, виходить газета «Районний Тиждень».